# Dark Romanticism
Dark Romanticism è una compilation del gruppo musicale black metal irlandese Primordial, pubblicato in Europa dalla  Karmageddon Media (ex-Hammerheart Records) e dalla Candlelight Records negli Stati Uniti d'America il 21 giugno del 2004.

## Il disco
Il disco prende sia il nome che l'immagine di copertina dal primo demo della band, Dark Romanticism... Sorrow's Bitter Harvest... (originariamente distribuito nel 1993), ed è composto dalle quattro tracce provenienti dallo stesso titolo che da quattro risalenti ad un concerto tenutosi a Dublino il 30 ottobre del 1993. In questa data furono suonate due cover - una dei Bathory e un'altra dei Darkthrone - entrambe non presenti nella versione in vinile, stampata nel 2008 (in picture disc) dalla No Sign of Life Records e nel 2015 dalla Ván Records.
Il DVD, invece, contiene una performance di 40 minuti tenuta dai Primordial il 9 agosto del 2003 al festival all'aperto tedesco Party.San.

## Tracce

### CD
Testi di A.A. Nemtheanga, musiche di Primordial.
1. To Enter Pagan – 5:49
2. The Darkest Flame – 4:36
3. Among the Lazarae – 5:52
4. To the Ends of the Earth – 6:04
5. In Graciousness (live) – 3:46
6. A Blacker Art (live) – 4:59
7. Total Destruction (live) – 3:36 – cover dei Bathory
8. To Walk the Infernal Fields (live) – 6:27 – cover dei Darkthrone

Formazione
- Alan – voce
- Ciáran – chitarra
- Pól – basso
- Derek – batteria

### DVD

#### Party.San Festival, 2003
Testi di A.A. Nemtheanga, musiche di Primordial.
1. Fallen to Ruins – 7:13
2. Gods to the Godless – 7:03
3. Cast to the Pyre – 7:05
4. The Burning Season – 8:12
5. Sons of Morrigan – 7:27
6. To Enter Pagan – 5:33

Formazione
- A.A. Nemtheanga – voce
- Ciáran MacUiliam – chitarra
- Micheál O'Floinn – chitarra
- Pól MacAmlaigh – basso
- Simon O'Laoghaire – batteria